# 亞爾圖什基夫
48°59′28″N 27°30′32″E / 48.99111°N 27.50889°E
亞爾圖什基夫（烏克蘭語：Ялтушків），是烏克蘭的村落，位於該國西南部文尼察州，由日梅林卡區負責管轄，始建於1431年，面積5.03平方公里，海拔高度277米，2023年人口1,449，人口密度每平方公里636.21人。